# Puchar Narodów Afryki 2017 (kwalifikacje)/Grupa D
W grupie D eliminacji Pucharu Narodów Afryki 2017 grają:
- Burkina Faso
- Uganda
- Botswana
- Komory

## Tabela
| Msc. | Zespół       | M | W | R | P | Br+ | Br- | +/- | Pkt |
| ---- | ------------ | - | - | - | - | --- | --- | --- | --- |
| 1    | Burkina Faso | 6 | 4 | 1 | 1 | 6   | 2   | +4  | 13  |
| 2    | Uganda       | 6 | 4 | 1 | 1 | 6   | 2   | +4  | 13  |
| 3    | Botswana     | 6 | 2 | 0 | 4 | 5   | 8   | -3  | 6   |
| 4    | Komory       | 6 | 1 | 0 | 5 | 2   | 7   | -5  | 3   |

## Wyniki
| 13 czerwca 2015 15:00 CET | Uganda · Massa 55' · Umony 66' | 2:0(0:0)Raport | Botswana | Nelson Mandela National Stadium, Kampala Sędzia: Israel Mujuni |
|                           |                                |                |          |                                                                |

| 13 czerwca 2015 20:00 CET | Burkina Faso · Bancé 64' · Zongo 80' | 2:0(0:0)Raport | Komory | Stadion 4 Sierpnia, Wagadugu Sędzia: Lazard Tsiba Kamba |
|                           |                                      |                |        |                                                         |

| 5 września 2015 14:00 CET | Komory | 0:1(0:1)Raport | Uganda · 22' Mawejje | Stade Mohamed Said Cheikh, Mitsamiouli Sędzia: Allister Barra |
|                           |        |                |                      |                                                               |

| 5 września 2015 16:05 CET | Botswana · Mogorosi 49' | 1:0(0:0)Raport | Burkina Faso | Francistown Stadium, Francistown Sędzia: Parmendra Nunkoo |
|                           |                         |                |              |                                                           |

| 24 marca 2016 13:00 CET | Komory · Ben Nabouhane 56' | 1:0(0:0)Raport | Botswana | Stade Mohamed Said Cheikh, Mitsamiouli Sędzia: Duncan Lengani |
|                         |                            |                |          |                                                               |

| 26 marca 2016 19:00 CET | Burkina Faso · Pitroipa 60' (k) | 1:0(0:0)Raport | Uganda | Stadion 4 Sierpnia, Wagadugu Sędzia: Ghead Zaglol Grisha |
|                         |                                 |                |        |                                                          |

| 27 marca 2016 16:00 CET | Botswana · Moyana 48' · Mogorosi 87' | 2:1(0:1)Raport | Komory · 44' M’Changama | Francistown Stadium, Francistown Sędzia: Joaquin Esono Eyang |
|                         |                                      |                |                         |                                                              |

| 29 marca 2016 18:00 CET | Uganda | 0:0(0:0)Raport | Burkina Faso | Nelson Mandela National Stadium, Kampala Sędzia: Hamada el Moussa Nampiandraza |
|                         |        |                |              |                                                                                |

| 4 czerwca 2016 16:00 CET | Botswana · Makgantai 52' | 1:2(0:1)Raport | Uganda · 10' Kizito · 54' Aucho | Francistown Stadium, Francistown Sędzia: Victor Gomes |
|                          |                          |                |                                 |                                                       |

| 5 czerwca 2016 14:00 CET | Komory | 0:1(0:0)Raport | Burkina Faso · 80' Traoré | Stade Mohamed Said Cheikh, Mitsamiouli Sędzia: Louis Hakizimana |
|                          |        |                |                           |                                                                 |

| 4 września 2016 16:00 CET | Burkina Faso · Nakoulma 18' · Diawara 90+9' | 2:1(1:0)Raport | Botswana · 81' (k) Mafoko | Stadion 4 Sierpnia, Wagadugu Sędzia: Youssef Essrayri |
|                           |                                             |                |                           |                                                       |

| 4 września 2016 16:00 CET | Uganda · Miya 35' | 1:0(1:0)Raport | Komory | Nelson Mandela National Stadium, Kampala Sędzia: Malang Diedhiou |
|                           |                   |                |        |                                                                  |